# Калео Кихленг
Калео Кихленг (енгл. Kaleo Kihleng; Понпеј, 29. август 1999) микронезијски је пливач чија ужа специјалност су спринтерске трке слободним и делфин стилом. Национални је првак и рекордер. 

## Спортска каријера
Кихленг је међународну пливачку каријеру започео учешћем на Светском првенству у великим базенима одржаном у руском Казању 2015. где му је најбољи пласман било 69. место у квалификацијама трке на 50 метара делфин стилом. У лето наредне године испливао је неколико личних рекорда на првенству Океаније одржаном у Сувој на Фиџију. 
Такмичио се и на светским првенствима у великим базенима у Будимпешти 2017 (97. на 100 слободно и 73. на 50 делфин) и Квангџуу 2019 (106. на 50 слободно, 101. место на 100 слободно, 32. место на 4×100 мешовито микс и 33. место на 4×100 слободно микс). Пливао је и на Светском првенству у маим базенима у кинеском Хангџоуу 2018. године. 
Након светског првенства у Кореји отишао је у Сједињене Државе на студије на Колеџу Колби сојер у Њу Лондону.